# Der falsche Prinz (1927)
Der falsche Prinz ist ein deutscher Abenteuer-Stummfilm aus dem Jahre 1927 von Heinz Paul. Der deutschbaltische Abenteurer und Hochstapler Harry Domela spielt sich selbst. Die nacherzählte Handlung spiegelt die späte Phase seiner im selben Jahr im Berliner Malik-Verlag erschienenen Memoiren Der falsche Prinz. Mein Leben und meine Abenteuer wider, deren Inhalt jedoch keinerlei Anspruch auf Wahrheit besitzen muss. Das politische Engagement des späten Teenagers für die politische Rechte (Freikorps im Baltikum) wird in dieser „Filmbiografie“ ausgespart.

## Handlung
Die Handlung schildert kurz die schwierigen und armseligen jungen Jahre in der Heimat, legt aber sein Hauptaugenmerk auf Domelas Leben seit seiner Ankunft in Deutschland und seiner Annahme verschiedener, falscher Identitäten im Reich. Nachdem er sich mit Gelegenheitsjobs durchgeschlagen hat, legt er sich hin und wieder einen Adelstitel zu, um seine Geschäfte anzukurbeln. Immer mal wieder gerät Domela deswegen in Konflikt mit dem Gesetz und wird ins Gefängnis gesteckt. Harry Domela erkennt rasch, wie viel in Deutschland das Tragen eines Titels bedeutet und dass dies – Kleider machen Leute – seiner Karriere äußerst förderlich sein könnte. Er nennt sich nunmehr „von Liven“ und legt sich eine komplett erfundene Vita zu. Unterstützung erhält er von einem echten deutschen Adeligen, Baron Korff, der meint, dass in „diesen schweren Zeiten“ der Republik der Adel zusammenstehen müsse. 
In Heidelberg stellt sich Domela bereits als „Prinz Liven“ vor und wird in entsprechenden Kreisen herzlich aufgenommen. In Erfurt hält ihn der Direktor des besten Hotels am Platz für Wilhelm Prinz von Preußen, den ältesten Sohn von Wilhelm von Preußen. Damit ist nun endgültig aus Harry Domela ein Gauner, Schwindler und Hochstapler geworden, dem es die deutsche Society aber auch sehr leicht gemacht hat. Man hofiert ihn, lädt den vermeintlichen Prinzen zu Diners und Empfängen ein und macht ihm zum Darling der Haute volée. Bald aber kommt die Staatsmacht Domela auf die Schliche. Der falsche Prinz wird zur Fahndung ausgeschrieben und schließlich im Januar 1927 festgenommen, als er den Zug in Richtung Frankreich besteigen will. Noch im selben Monat wird er wegen Hochstapelei und Betruges vor Gericht gestellt und verurteilt. Die siebenmonatige Haftstrafe nutzt Domela dazu, seine Lebenserinnerungen zu schreiben, die sich nach seiner Entlassung gut verkaufen und auf denen dieser Film basiert.

## Produktionsnotizen
Der falsche Prinz entstand im Frühherbst 1927 in den Berliner Jofa-Ateliers. Der Film passierte am 9. November 1927 die Zensur und wurde, je nach Quelle, am 30. November 1927 im Emelka-Palast oder am 1. Dezember 1927 im Alhambra-Kino und der Schauburg (beides Berlin) uraufgeführt. Der Film besaß eine Länge von 2769 Meter, verteilt auf sieben Akte, und wurde mit Jugendverbot belegt. 
Karl Machus entwarf die Filmbauten.

## Kritik
In Wiens Neuer Freier Presse war in der Ausgabe vom 8. November 1927 folgendes zu lesen: „Die Uebertrumpfung des Schuster-Hauptmannes von Köpenick der Monarchie durch den kriegsentwurzelten jungen Kurländer-„Prinzen“ der Republik, dieser Stegreifulk auf dem Gegenwartsmarkt der Eitelkeiten und Borniertheiten, war überwältigend komische Satire. Mag sie also durch Vermittlung der silbernen Leinwand auch weitere Kreise ergötzen. Es verstößt wirklich nicht gegen die guten Sitten. Solche zu wahren, ist der Film sichtbar willens und darum sozusagen zurückhaltend. Seine „Prinzen“-Episoden werden durch die aus Zeitungsberichten und Buch bekanntgewordenen an Drastik und Pikanterie sogar noch überboten. Das Hauptaugenmerk ist natürlich auf die Person Domelas gewendet. Die Regie läßt ihn in allen Szenen, auch denen der Vorgeschichte (Domelas traurige Vergangenheit) hübsch ausspielen. So hat man genügend Gelegenheit, in seinem intelligenten Gesicht und den hellen Augen zu forschen. Die Spuren durchgekosteten Elends stehen noch darin. (…) . ... die starke und natürliche Ausdrucksfähigkeit, die beinahe anmutige Freiheit der Bewegung und Gebärde, über die dieser  Pechvogel verfügt, sind erstaunlich und weisen auf eine Begabung hin, die nicht einmal daran denken läßt, daß der jungen Mensch zum erstenmal vor dem Kurbelkasten gestanden ist.“